# Municipio de Paw Paw (Illinois)
El municipio de Paw Paw (en inglés: Paw Paw Township) es un municipio ubicado en el condado de DeKalb en el estado estadounidense de Illinois. En el año 2010 tenía una población de 334 habitantes y una densidad poblacional de 3,42 personas por km².

## Geografía
El municipio de Paw Paw se encuentra ubicado en las coordenadas 41°40′36″N 88°52′55″O / 41.67667, -88.88194. Según la Oficina del Censo de los Estados Unidos, el municipio tiene una superficie total de 97.76 km², de la cual 97,15 km² corresponden a tierra firme y (0,63 %) 0,61 km² es agua.

## Demografía
Según el censo de 2010, había 334 personas residiendo en el municipio de Paw Paw. La densidad de población era de 3,42 hab./km². De los 334 habitantes, el municipio de Paw Paw estaba compuesto por el 94,91 % blancos, el 0,3 % eran afroamericanos, el 0,6 % eran amerindios y el 4,19 % eran de una mezcla de razas. Del total de la población el 3,89 % eran hispanos o latinos de cualquier raza.